# Čo Jong-čchol
Čo Jong-čchol (korejsky 조 용철), (anglicky Cho Yong-chul), (* 7. května 1961) je bývalý korejský zápasník – judista, bronzový olympijský medailista z let 1984 a 1988.

## Sportovní kariéra
Judu se vrcholově věnoval jako student univerzity Sečong v Soulu a členem seniorské reprezentace byl od počátku osmdesátých let. V roce 1984 vybojoval na olympijských hrách v Los Angeles bronzovou olympijskou medaili, když nestačil pouze na Angela Parisiho z Francie. V roce 1988 bronzovou olympijskou medaili na olympijských hrách v Soulu obhájil. V semifinále nestačil na svého velkého rivala Japonce Hitoši Saitóa. Po skončení sportovní kariéry se věnuje trenérské práci.

## Výsledky

### Váhové kategorie
| Turnaj            | 1981       | 1982       | 1983       | 1984       | 1985       | 1986       | 1987       | 1988       |
| Turnaj            | 20         | 21         | 22         | 23         | 24         | 25         | 26         | 27         |
| Turnaj            | těžká váha | těžká váha | těžká váha | těžká váha | těžká váha | těžká váha | těžká váha | těžká váha |
| ----------------- | ---------- | ---------- | ---------- | ---------- | ---------- | ---------- | ---------- | ---------- |
| Olympijské hry    |            |            |            | 3.         |            |            |            | 3.         |
| Mistrovství světa | 5.         |            | —          |            | 1.         |            | —          |            |

### Bez rozdílu vah
| Turnaj      | 1981 | 1982 | 1983 | 1984 | 1985 | 1986 | 1987 | 1988 |
| Turnaj      | 20   | 21   | 22   | 23   | 24   | 25   | 26   | 27   |
| ----------- | ---- | ---- | ---- | ---- | ---- | ---- | ---- | ---- |
| Asijské hry |      |      |      |      |      | 2.   |      |      |